# マリンルック
マリンルック は広義では海辺に相応しい服装全般であるが、ファッション用語では水兵をモチーフにした服装を指す。またモデル撮影会において、水着の上に短パンなどを身に着けた服装を指す。
マリンルックは、1984年の流行以来、夏の定番スタイルとして人気を誇る。マリンは「海の、海軍の」という意味で、おもに水兵服のイメージを取り入れている。たとえば、大きな衿のセーラーカラーのジャケットや、ダボッとかぶるセーラーハット、あるいはイカリやヨット、舵などのモチーフをプリント柄にしたり、アクセサリーに用いたり、海に親しむファッションが広がる。船員や水夫などが着る特徴的なデザインを活用、セーラー・カラーのブラウスやセーラー・パンツ、一等航海士用のオフィサー・ジャケット、ダッフル・コート、ヨット・パーカ、バルギー・セーターやボーダー柄のTシャツ、デッキシューズなどが代表的なアイテムである。